# Hardy (Schiff, 1943)
HMS Hardy (R08) war der Flottillenführer der V-Gruppe der S- bis W-Klasse der Kriegszerstörer der Royal Navy im Zweiten Weltkrieg. Der Mitte August 1943 in Dienst gestellte Zerstörer ging schon Ende Januar 1944 nach einem Torpedotreffer von U 278 im Nordmeer verloren. Der Zerstörer wurde mit den Battle Honours Arctic 1943–44 ausgezeichnet.

## Geschichte des Schiffes
Die Werft von John Brown & Company in Clydebank war die erste Werft, die Zerstörer der neuen Variante des war emergeny destroyer fertigstellte. Mit Troubridge, Tumult, Hardy, Kempenfelt, Algonquin und Wager (BauNr. 591/2, 600 bis 603) fertigte die Werft sechs Zerstörers dieses Typs, davon drei Flottillenführer. 

Am 1. September 1941 wurde bei der Werft der Führungszerstörer der 8th Emergency Flotilla (V-class) bestellt. Die Kiellegung des Schiffes erfolgte am 14. Mai 1942 mit der Baunummer 600 und am 18. März 1943 lief die Hardy als 8. Schiff der neuen Variante des Kriegszerstörers der Royal Navy vom Stapel. Benannt wurde der Zerstörer nach Vizeadmiral Sir Thomas Masterman Hardy, dem flag captain (Kapitän des Flaggschiffs) Nelsons auf der Victory bei Trafalgar. Während des Baus wurde die Hardy für den künftigen Einsatz in arktischen Gewässern ausgerüstet. Am 18. März 1943 war der Zerstörer weitgehend fertiggestellt; es fehlte allerdings noch die vorgesehene neue Feuerleitanlage (Mk.6 Director). Dadurch verzögerte sich die endgültige Abnahme der neuen Hardy durch die Royal Navy bis zum 14. August 1943.
Namensvorgänger war der Flottillenführer Hardy (H87) der H-Klasse, der am 10. April 1940 mit vier Zerstörern der Flottille die Deutschen im gerade von ihnen besetzten Narvik angriff. Im Gefecht auf dem Rückmarsch erhielt Hardy schwere Treffer und wurde sinkend auf Strand gesetzt. Auf ihr starb der Kommandant und Flottillenchef, Captain Bernard Warburton-Lee, der als erster britischer Soldat im Zweiten Weltkrieg das Victoria Cross (posthum) erhielt.

### Einsätze
Nach der Indienststellung im August führte die neue Hardy noch einige Tests durch und kam im September zur Home Fleet nach Scapa Flow. Am 14. Oktober begleitete das neue Schiff mit den kanadischen Tribal-Zerstörern Haida und Iroquois sowie den Zerstörern Janus und Vigilant das Schlachtschiff Anson nach Spitzbergen, um die dortige alliierte Garnison abzulösen.
Ab dem 23. November bildete die Hardy  den Ocean escort des Nordmeerkonvois JW 54B mit  ihren Schwesterschiffen Venus und Vigilant sowie den Zerstörern Saumarez, Savage, Scorpion, Scourge und der norwegischen Stord. Den Close escort bildeten die zu einem Geleitzerstörer umgerüstete Beagle, die Korvetten Dianella, Poppy und Rhododendron sowie die Minensuch-Sloop Halcyon. Hinter dem Konvoi liefen die Kreuzer Kent, Jamaica und Bermuda. Dazu befand sich eine distant cover force mit der Anson, dem Kreuzer Belfast sowie den Zerstörern Ashanti, Matchless, Musketeer und Obdurate in See. Fünf gegen den Konvoi aufgestellte U-Boote entdeckten den Konvoi nicht. Mangels exakter Positionsdaten blieb das deutsche Schlachtschiff Scharnhorst mit seinen Zerstörern im Altafjord.  Am 2./3. Dezember verließen die Zerstörer des 'ocean escort' den Konvoi, bevor die fünfzehn Frachter den Zielhafen Archangelsk erreichten und liefen z. T. selbstständig zurück nach Scapa Flow. Da in der Woche zuvor schon der Geleitzug JW 54A mit allen 19 Frachtern Murmansk erreicht hatte, begann die neue Konvoisaison der Alliierten im Nordmeer äußerst erfolgreich.
Auf den diesen Nicht-Einsatz ist wohl auch der folgende Angriff der Scharnhorst trotz unzureichender Aufklärung bei den folgenden Geleitzügen JW 55A/B zurückzuführen, der zum 

→ Unternehmen Ostfront und der Versenkung der Scharnhorst führte.
Die Hardy kam bei dieser Konvoi-Operation nicht zum Einsatz, bei dem die zuvor mit ihr eingesetzten Zerstörer Savage und Saumarez sowie Scorpion und Stord den entscheidenden Torpedoangriff ausführten.
Nach Einsätzen mit der Home Fleet führte der Flottillenführer ab dem 21. Januar 1944 dann den Ocean Escort des Geleitzug JW 56A mit 15 Frachtschiffen von Island nach Russland. Fünf Schiffe waren in Island wegen schwerer Sturmschäden zurückgeblieben, nachdem der erste Versuch nach Russland zu marschieren wegen extrem schlechten Wetters abgebrochen worden war. Zu der von der Hardy geführten Gruppe gehörten ihre Schwesterschiffe Venus, Vigilant und Virago sowie Offa und Obdurate dazu die Savage und die norwegische Stord, die den aus Irland kommenden Konvoi schon vor Island aufgenommen hatten.
Als Nahsicherung setzten der Zerstörer Inconstant, sowie die Flower-Korvetten Dianella und Poppy ihre Arbeit am Konvoi fort. Zusätzlich liefen die Kreuzer Kent, Norfolk und Belfast meist in der Nähe des Geleitzuges.
Gegen den von Agenten aus Island gemeldeten Geleitzug stellte die Kriegsmarine die U-Boot-Gruppe Isegrim auf, die zehn Boote umfassen sollte. Sieben Boote fanden den Konvoi am 25. und schossen zum Teil mehrere Torpedos auf die Geleitfahrzeuge des Konvois, aber nur U 360 erzielte einen Beinah-Treffer auf der Obdurate, als am 25. gegen 18.33 Uhr auf 73°28'N, 21°30'E ein von U 360 abgeschossener Zaunkönig in unmittelbarer Nähe des Zerstörers explodierte. Ein weiterer, etwa 11 Minuten später abgeschossener Torpedo verfehlte den Zerstörer, der eine Schraube verloren hatte. Wieder in Fahrt gebracht, erreichte der Zerstörer mit einer Schraube am 29. Murmansk. Nach einer Notreparatur dort, konnte der Zerstörer vom 11. bis 16. Februar ins Vereinigte Königreich zurückmarschieren. Die notwendigen umfangreichen Reparaturen verzögerten die erneute Einsatzbereitschaft der Obdurate  bis zum März 1945.

U 360 und U 278, dessen Schüsse gegen die Sicherungskräfte erfolglos waren, sowie U 716 kamen an den Konvoi heran, konnten Torpedo-Fächer gegen die Frachter schießen und trafen drei Frachter.

Bei Schneeschauern konnte U 278 gegen 20.12 Uhr drei Torpedos auf den Konvoi abschießen und glaubte, zwei Frachter getroffen zu haben. Tatsächlich hatte das Boot nur das Liberty-Schiff Penelope Barker (7177 BRT, 1943 USA) mit zwei Torpedos getroffen. Das schwer getroffene Schiff sank sehr schnell auf 73°22'N, 22°30'E, so dass nicht alle an Bord die Rettungsboote erreichten. 16 Mann starben. In den beiden Rettungsbooten überlebten 56 Mann den Untergang ihres Schiff, die nach 40 Minuten vom Zerstörer Savage aufgenommen wurden und so Murmansk erreichten. Unter der Toten auf Penelope Barker befand sich auch der Arzt der Obdurate, der vor dem U-Bootsangriffen an Bord genommen worden war, um einem erkrankten Besatzungsmitglied zu helfen.

Um 0.16 Uhr am 26. war dann U 360 erfolgreich. Hier glaubte man, alle Torpedos eines Dreifächers-Fächers hätten Ziele getroffen. Tatsächlich wurde nur die britische Fort Bellingham (7153 BRT, 1943 Kanada) getroffen. Das Schiff der convoy commodore fiel zurück, konnte aber den Marsch erstmal fortsetzen.

Um 0.20 Uhr torpedierte U 716 die Andrew G. Curtin (7200 BRT, 1943 USA) auf 73°22'N, 24°15'E. Das Liberty-Schiff sank mit 9000 ts Ladung, viel Post sowie zwei Lokomotiven, zwei großen Plattformwagen und einem Schnellboot als Deckladung. Ein weiteres Schnellboot schwamm auf und wurde dann gegen 7:59 Uhr von U 957 versenkt. Beim Untergang des Frachters starben nur drei Mann, die 68 weitere Männer an Bord konnte der zur Hilfe eilende Zerstörer Inconstant retten. 

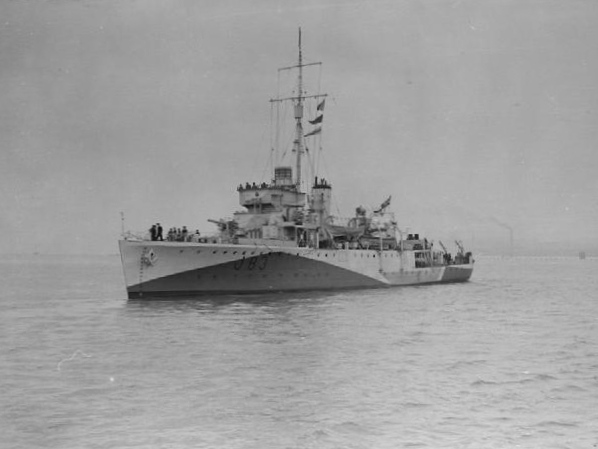
Die zeitweise in Murmansk stationierte HMS Gleaner

Um 6:53 Uhr versenkte dann U 957 die nach Torpedotreffer zurückgefallene Fort Bellingham auf 73°54'N, 24°48'E und nahm zwei der Schiffbrüchigen als Gefangene. Die zur Hilfe eilende Offa konnte noch 38 Mann retten, darunter den Kapitän des Schiffes sowie den Konvoikommodore. 37 Mann der Besatzung verloren ihr Leben.
Nachdem am 26. die sowjetischen Zerstörer Gremyashchi, Gromki und Razyarenny, die britischen Minensucher Gleaner und Speedwell der Halcyon-Klasse und die sowjetischen Minensucher T-111, T-114 und T-117 der amerikanischen Admirable-Klasse den Konvoi JW 56A aufnahmen, lief der Kommandant der Hardy mit fünf weiteren Zerstörern zurück und dem JW 56B entgegen, um dessen U-Boot-Sicherung zu verstärken. Russische und in der Sowjetunion stationierte britische Einheiten verteilten die zwölf Frachter auf die Zielhäfen.

### Das Ende derHardy
Der 10 Tage später in Großbritannien gestartete Geleitzug JW 56B bestand aus 17 Frachtschiffen und lief erheblich dichter als geplant hinter JW 56A. Seine Sicherung bestand aus den britischen Zerstörern Milne, Musketeer, Mahratta, Meteor, Scourge, Opportune sowie dem kanadischen Tribal-Zerstörer Huron und einer Nahsicherung aus den älteren Zerstörern Westcott und Whitehall, der Sloop Cygnet, der Flower-Korvette Oxlip und der Minensuch-Sloop Seagull der Halcyon-Klasse.
Ab dem 29. verstärkten die sieben zurückgelaufenen Zerstörer Hardy, Vigilant, Virago, Venus, Savage, Stord und Inconstant von JW 56A die Sicherung.

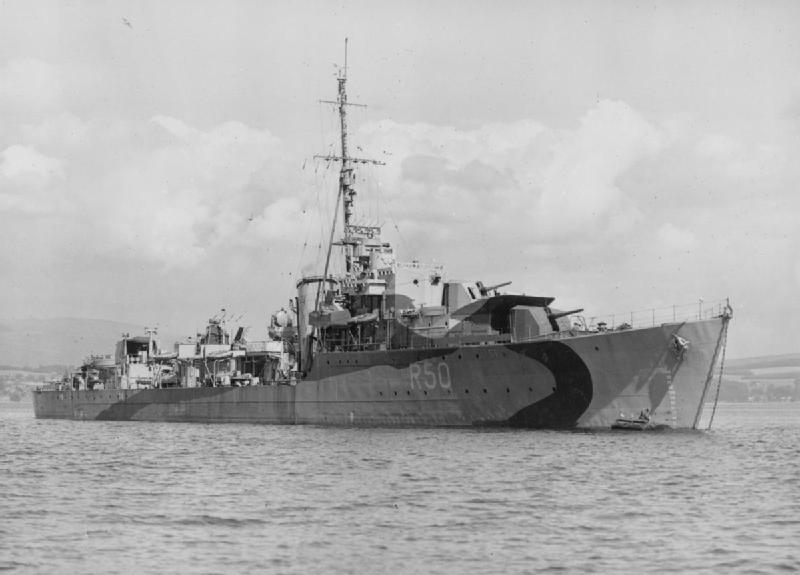
Die HMS Venus 1943

Gegen Mittag des 29. Januar entdeckte U 956 den Geleitzug JW 56B und meldete den augenblicklichen Standort, die Marschgeschwindigkeit und die Fahrtrichtung des Konvois an das Rudel. Das U-Boot wurde jedoch entdeckt und angegriffen. Als in der Nacht zum 30. Januar die U-Boote versammelt waren, war auch die Verstärkung der Sicherung durch sieben zuvor am JW 56A eingesetzte Zerstörer eingetroffen. Sechs U-Boote erreichten den Konvoi und fuhren dreizehn Angriffe gegen die Konvoisicherung, kamen aber nicht zu einem Angriff auf die Frachter des Konvois. Trotz vieler Torpedoschüsse erzielte dabei nur U 278 gegen 4:00 einen Treffer. Der Führungszerstörer der Verstärkung, Hardy, wurde schwer getroffen und konnte seine Fahrt nicht fortsetzen. Die Venus übernahm von der Hardy die Überlebenden und versenkte dann das nicht mehr einsetzbare Schiff auf 73° 40′ N, 24° 30′ O. Auf dem Zerstörer starben 33 Mann, dazu erlagen noch zwei Gerettete an Bord der Venus ihren Verletzungen. 

Im Gefecht zwischen dem U-Boot-Rudel und den Sicherungskräften des Konvois wurde am 30. noch U 314 von den Zerstörern Whitehall und Meteor und mit seiner 49-köpfigen Besatzung versenkt.
Am 31. Januar wurden die U-Boot-Angriffe auf den Konvoi eingestellt. Der Konvoi erreichte mit allen Schiffen Murmansk. Zuletzt wurde seine Sicherung durch die sowjetischen Zerstörer Gremyashchi, Grozny und Razyarenny, den britischen Minensucher Gleaner, die sowjetischen Minensucher T-111 und T-117, die auch schon JW.56A aufgenommen hatten, sowie die U-Jäger BO-201 und BO-210
verstärkt; einige Schiffe setzten ihre Reise im Schutz sowjetischer Schiffe ins Weiße Meer fort.
Die deutschen U-Boote meldeten die Versenkung von sieben Zerstörern und vier Dampfern der beiden Konvois als sicher und von weiteren drei Zerstörern und sechs Frachtern als wahrscheinlich. Tatsächlich hatte das alliierte Geleitschutzkontingent nur den Zerstörer Hardy verloren, während der schwer beschädigte Zerstörer Obdurate noch vor dem Kriegsende in Europa wieder einsatzbereit gemacht werden konnte. Auch gingen nur drei Frachter des Konvois verloren, während 29 Frachter mit ihren Ladungen ihre Zielhäfen erreichten.

## Die nächsteHardyder Royal Navy

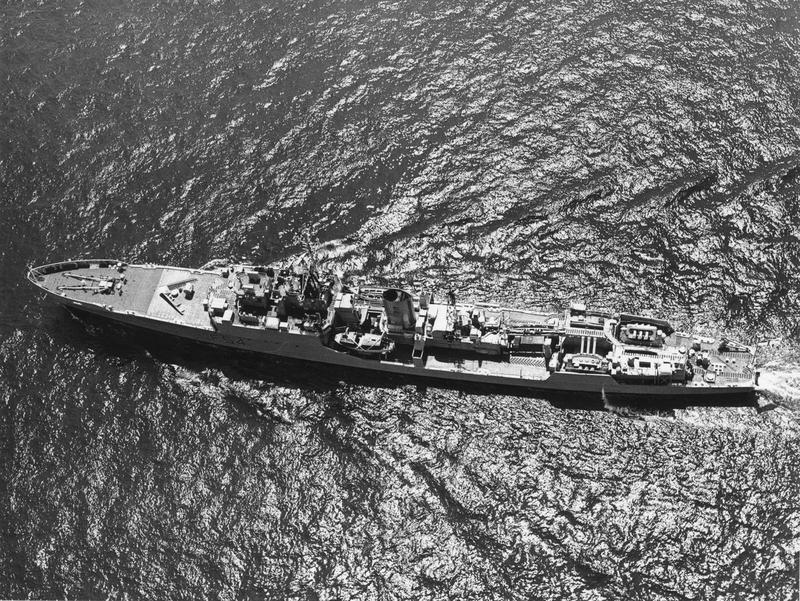
HMS Hardy (F54), 1969

Ab dem 8. Dezember 1955 verfügte Royal Navy HMS Hardy (F54) wieder über ein Schiff, das nach Nelson´s Flaggkapitän benannt war. Diese 4. Hardy der Royal Navy wurde als erste Fregatte des neuen Type 14 (Blackwood-Klasse) von Yarrow Shipbuilders fertig gestellt. Von diesen einfacheren U-Jagd-Fregatten erhielt die Royal Navy zwölf Einheiten; drei weitere Schiffe wurden für die Indische Marine gefertigt, von denen die Khukri am 8. Dezember 1971 im Indo-Pakistanischen Krieg durch das pakistanische U-Boot Hangor versenkt wurde. 
Die 4. Hardy blieb – mit Unterbrechungen – bis zum Oktober 1979 als letztes britisches Schiff der Klasse im Dienst. Sie wurde dann als Zielschiff für Exocet Raketen und andere Waffen genutzt und sank nach einem Torpedotreffer am 3. Juli 1984 im Atlantik.